# Glukokinaza
Glukokinaza (EC 2.7.1.2) – enzym katalizujący reakcję fosforylowania glukozy do glukozo-6-fosforanu. Glukokinaza występuje w komórkach wątroby, trzustki, przewodu pokarmowego i mózgu u człowieka oraz większości kręgowców. W każdym z tych organów odgrywa ona istotną rolę w regulacji metabolizmu węglowodanów. W odpowiedzi na zmiany stężenia glukozy, glukokinaza decyduje o przebiegu metabolizmu komórki. Aby katalizować fosforylację glukozy wymagane jest jej odpowiednio wysokie stężenie, ponieważ Km glukokinazy (10 mmol/l) jest znacznie wyższa niż w przypadku heksokinazy (0,05 mmol/l). Ufosforylowana glukoza, w przeciwieństwie do nieufosforylowanej, nie może swobodnie opuścić komórki.
Uproszczony schemat reakcji katalizowanej przez glukokinazę:
glukoza + ATP ⇌ glukozo-6-fosforan + ADP
 + ATP →
 + ADP